# Slobodan Šnajder
Slobodan Šnajder (Zágráb, 1948. július 8. –) horvát író, drámaíró és újságíró.

## Élete
A Zágrábi Egyetem filozófia szakán tanult. A Prolog című színházi folyóirat társalapítója és szerkesztőjeként dolgozott. 1966 óta jelennek meg elbeszélései, drámái, valamint tanulmányai. 1993 januárjától júniusáig a Glas Slavonije, 1994 januárjától a Novi list című napilap állandó cikkírója.

## Munkássága
A zágrábi Horvát Nemzeti Színház 1978-ban bemutatta Kamov, smrtopis („Kamov – Haláltörténet”) című darabját, majd 1980-ban a Držićev san („Držić álma”) címűt is; mindkettőt Ljubiša Ristić rendezte. A Kamovot a Zágrábi Ifjúsági Színházban (ZKM) is előadták, 2003-ban, Branko Brezovec rendezésében.
Az 1990-es években, Franjo Tuđman kormányzása idején kirekesztették a színházi életből, és darabjait Horvátországban nem mutatták be. Nyugat-Európában azonban jelentős sikereket könyvelhetett el: Hrvatski Faust („Horvát Faust”) című darabját mások mellett a bécsi Burgtheater, Utjeha sjevernih mora („Az északi tengerek vigasza”) című színművét az odera-frankfurti színház, Nevjesta od vjetra („A szél menyasszonya”) című darabját Bochumban mutatták be. Ugyancsak előadták Zmijin svlak („A kígyó bőre”) című színművét is.
Az elmúlt kilenc évben számos politikai cikket írt a fiumei Novi Listbe, amelyeket szimbolikusan Opasne veze-nek („Veszedelmes viszonyok”) nevezett el. 1999 előtt írott cikkeit Kardinalna greška („Fejedelmi hiba”) címmel, 1999 és 2004 között keletkezett írásait Umrijeti pod zvijezdom („Meghalni a csillagok alatt”) címmel jelentette meg. Cikkei – színműveihez hasonlóan – a kilencvenes évekhez hasonlóan napjainkban is megosztják a közönséget.
Magyar nyelvre eddig két drámája került lefordításra. Confiteor című műve Saffer Pál fordításában az Új Symposion 1986-os Lukács-különszámában jelent meg, és Sinkó Ervin életét követi nyomon. A műben felbukkannak a Tanácsköztársaság bukása utáni emigráns magyar kommunista mozgalom tagjai, köztük Kun Béla, de a kevésbé ismertebbek is, akik közül a darabban kulcsszerepet játszik Czóbel Ernő filológus felesége, Lányi Sarolta költő is. 
A Horvát Faust című drámája Csordás Gábor fordításában a Forrás 1996. évi 3. számában jelent meg.

## Könyvei
- 1978 Kamov, smrtopis („Kamov – Haláltörténet”)
- 1981 Hrvatski Faust („Horvát Faust”)
- 1986 Glasi iz Dubrave („Hangok Dubravából”)
- 1988 Radosna apokalipsa („Vidám apokalipszis”)
- 1993 Utjeha sjevernih mora („Az északi tengerek vigasza”)
- 1996 Knjiga o sitnom
- 1999 Kardinalna greška („Fejedelmi hiba”)
- 2005 Umrijeti pod zvijezdom („Meghalni a csillagok alatt”)
- 2005 Knjiga o sitnom – proza i dramoleti (prózák és dramolettek)
- 2005 Kaspariana (esszék)
- 2005 Smrtopis („Haláltörténet” – drámák)
- 2006 Početnica za melankolike („Olvasókönyv a melankólikáról” – próza)
- 2006 Radosna apokalipsa („Vidám apokalipszis” – esszék, kritikák)
- 2006 Bosanske drame („Bosnyák drámák”)
- 2011 Morendo (regény)
- 2015 Doba mjedi (regény)
  - 2022 Rézkorszak – Vince Kiadó, fordította Csordás Gábor (Living bridges)
- 2019 Umrijeti u Hrvatskoj : pet eseja (esszék)

### Magyarul
- Rézkorszak; ford. Csordás Gábor; Vince, Budapest, 2022 (Living bridges)